# 黑帶奈沙麗魚
黑帶奈沙麗魚，為輻鰭魚綱鱸形目隆頭魚亞目慈鯛科的其中一種，分布於非洲馬拉威湖Monkey灣流域，為特有種，體長可達21公分，棲息在沙底質水域，以浮游生物為食，生活習性不明，可作為觀賞魚。

## 擴展閱讀
維基物種上的相關：黑帶奈沙麗魚